# Sörstafors
Sörstafors is een plaats in de gemeente Hallstahammar in het landschap Västmanland en de provincie Västmanlands län in Zweden. De plaats heeft 294 inwoners (2005) en een oppervlakte van 43 hectare.

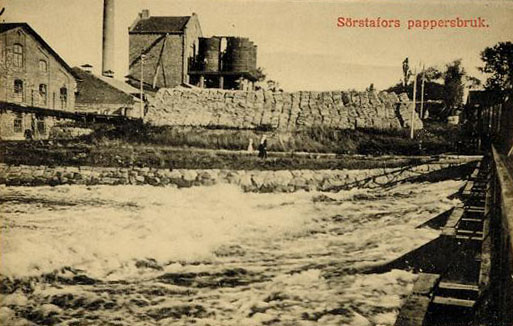
Historische afbeelding van de papierfabriek
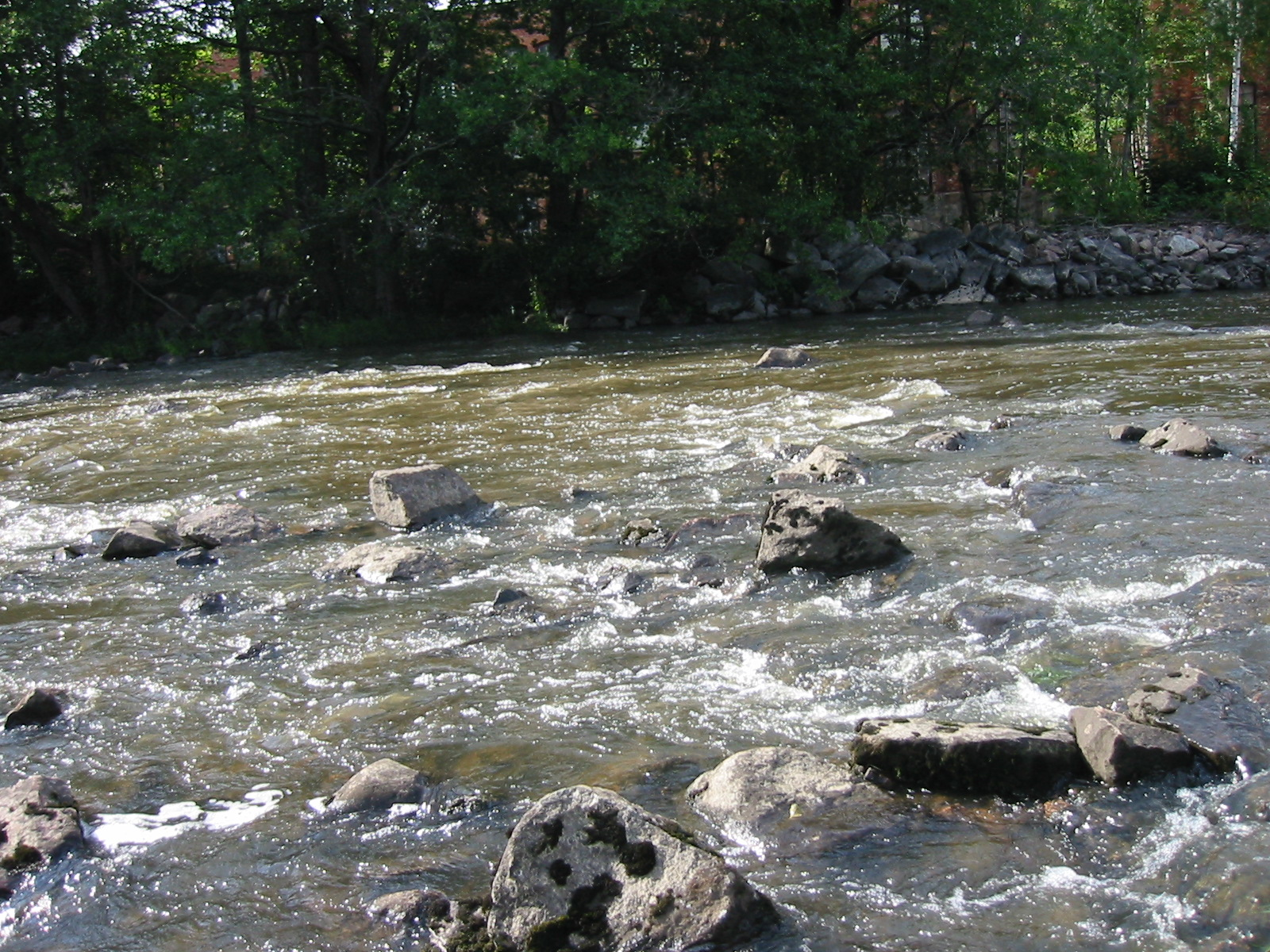